# Incident du Bayraktar Akıncı malien abattu par l’Algérie
 (juin 2025).
Si vous disposez d'ouvrages ou d'articles de référence ou si vous connaissez des sites web de qualité traitant du thème abordé ici, merci de compléter l'article en donnant les références utiles à sa vérifiabilité et en les liant à la section « Notes et références ».
Guerre du Mali
L’abattage du drone Akıncı par l’Algérie le 1er avril 2025 est un incident au cours duquel un drone Bayraktar Akıncı des Forces armées maliennes a été détruit par les Forces de défense aérienne du territoire de l’armée algérienne près de la frontière entre le Mali et l’Algérie. L'appareil aurait violé l’espace aérien algérien.  Il s’agissait du dernier drone Akıncı en service au Mali, le premier ayant été perdu plus tôt en 2025 lors d’un exercice.

## Contexte
Le 26 novembre 2024, les Forces armées maliennes (FAMa) ont réceptionné deux drones de type Bayraktar Akıncı, des appareils de reconnaissance et de combat de longue endurance (HALE), conçus par le fabricant turc Baykar,.
Un premier Akıncı malien aurait été perdu au début de l’année 2025 dans un accident d’entraînement, ne laissant qu’un seul exemplaire en service. Ces drones sont régulièrement utilisés par les FAMa dans des opérations contre des groupes armés. Toutefois, ils ont également été employés contre des cibles soupçonnées de liens avec le Front de libération de l'Azawad (FLA), actif dans le nord du Mali.
Les relations entre le Mali et l’Algérie se sont progressivement tendues au cours de l’année 2024, notamment à cause de la présence accrue de drones maliens opérant à proximité, voire au-delà, de la frontière algérienne. Plusieurs incidents aériens avaient déjà été rapportés, impliquant des drones Bayraktar TB2 ou des hélicoptères de combat Mi-35M maliens volant près de la frontière algérienne.

## Incident
Dans la nuit du 31 mars au 1er avril 2025, les forces de défense aérienne du territoire algérien ont intercepté un drone Akıncı malien équipé de bombes planantes après qu’il aurait violé l’espace aérien algérien à proximité de la ville transfrontalière de Tin Zaouatine. Malgré des sommations, le drone aurait poursuivi sa mission, incitant les chasseurs à l’abattre.
Une partie des débris de l’appareil est tombée côté malien, tandis que d’autres fragments ont été récupérés sur le territoire algérien, attestant de la proximité avec la frontière au moment de l’incident. Le lendemain, une photo du site du crash, prise par des combattants du FLA, a été diffusée, montrant l’épave de l’Akıncı sur le sol malien. Le drone était équipé de missiles air-sol MAM-L ainsi que des bombes planantes MAM-T,.
L’information a d’abord été révélée par France 24, puis confirmée par Radio algérienne. Le gouvernement algérien a choisi de reconnaître publiquement l’opération. Du côté malien, la communication a été plus floue, certains responsables suggérant l’implication hypothétique du FLA et de missiles sol-air prétendument fournis par des puissances étrangères. Cette version n’a pas été étayée par des preuves tangibles et plus tard, le Mali a publié un communiqué condamnant l'abattage du drone,.
Cet événement marque une escalade dans les tensions régionales et constitue également une perte matérielle significative pour le Mali, le coût unitaire d’un drone Akıncı étant estimé à 30 millions d’euros.

## Réactions

### Mali
Le 6 avril 2025, les autorités maliennes ont réagi officiellement à l'incident par le biais du communiqué no 073, diffusé à la télévision nationale ORTM. Ce communiqué, lu par le ministre de la Sécurité et de la Protection civile, le général Daoud Aly Mohameddine, contenait une condamnation ferme de l’interception et de la destruction du drone malien par l’armée algérienne.
Le gouvernement malien a dénoncé ce qu’il qualifie d’« acte d’agression » commis par l’Armée nationale populaire (ANP) d’Algérie. Le texte critique ouvertement le « régime algérien ». La déclaration a également été l'occasion pour les autorités maliennes, qui président alors l'Alliance des États du Sahel (AES), d'annoncer le rappel pour consultation des ambassadeurs des pays membres de cette alliance auprès d’Alger,.